# Rosina Emmet Sherwood

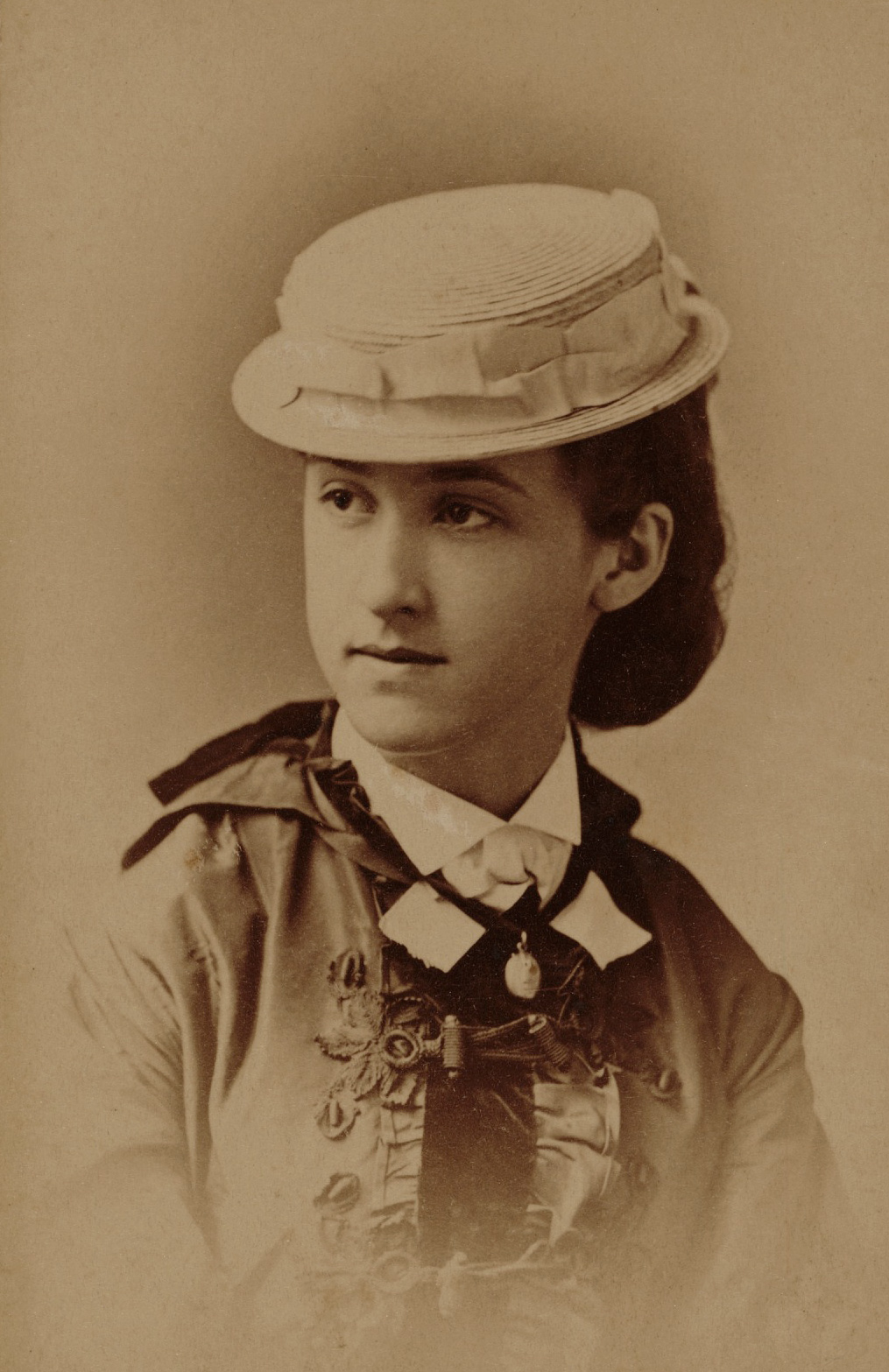
Rosina Emmet (um 1880)

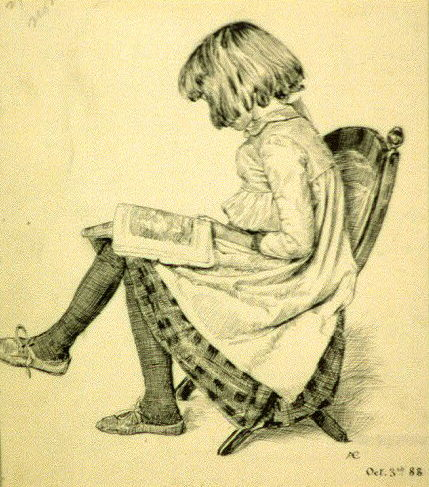
Illustration zu einer Erzählung von Elizabeth Eggleston Seelye in Harpers Bazaar, 2. Januar 1889

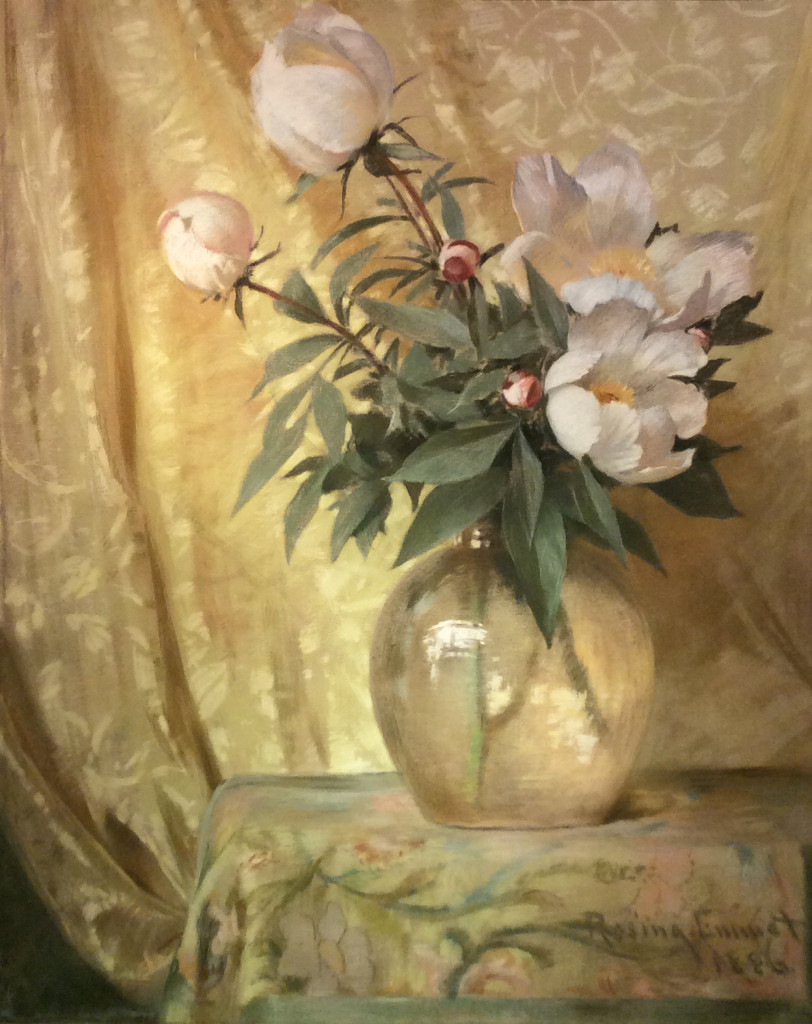
Pfingstrosen (1886)

Rosina Emmet Sherwood (geboren als Rosina Emmet 13. Dezember 1854 in New York City; gestorben 19. Januar 1948 in New York City) war eine US-amerikanische Malerin.

## Leben
Rosina Emmet wurde in eine kinderreiche Familie geboren, ihre Mutter Julia Pierson Emmet malte, ein Bruder war der Ingenieur William Le Roy Emmet (1859–1941), unter den Schwestern waren die Porträtmalerinnen Lydia Field Emmet (1866–1952) und Jane de Glehn (1873–1961).
Emmet studierte unter anderem bei William Merritt Chase.  Sie war befreundet mit Dora Wheeler Keith, mit der sie 1884–1885 an der Académie Julian in Paris studierte. Eine Zeitlang teilten sie in New York ein Atelier und schufen Entwürfe für Teppiche, Vorhangstoffe und Tapeten.
Rosina Emmet heiratete 1887 Arthur Sherwood, sie hatten fünf Kinder, darunter den 1896 geborenen Schriftsteller und Pulitzer-Prize-Gewinner Robert E. Sherwood. Sie malte ihr Leben lang, auch zur Sicherung des Familienunterhalts.